# جيمس أ. هيل
جيمس أ. هيل (بالإنجليزية: James A. Hill)‏ هو ضابط أمريكي، ولد في 23 أكتوبر 1923 في لانكستر في الولايات المتحدة، وتوفي في 1 أكتوبر 2010 في سان أنطونيو في الولايات المتحدة.